# 데이비드 준톨리
데이비드 진톨리(David Giuntoli, 영어 발음: /dʒɪnˈtoʊliː/, 1980년 6월 18일 ~ )는 미국의 배우이다.

## 출연 작품

### 영화
- 피니시 라인 (2008, Finish Line)
- Weather Girl (2009)
- 6 Month Rule (2011)
- 캐롤린과 잭키 (2012, Caroline and Jackie)
- Buddymoon (2016)
- 13시간 (2016)
- 배트맨: 더 둠 댓 케임 투 고담 (2023) - 배트맨 역 (목소리)

### 텔레비전
- 일라이 스톤 (2008)
- 그림 형제 (2011-17)
- 어 밀리언 리틀 씽즈 (2018-23)